# Spilosoma metarhoda
Spilosoma metarhoda är en fjärilsart som beskrevs av Walker 1856. Spilosoma metarhoda ingår i släktet Spilosoma och familjen björnspinnare. Inga underarter finns listade i Catalogue of Life.